# Listrognathus townesi
Listrognathus townesi är en stekelart som beskrevs av Kamath 1968. Listrognathus townesi ingår i släktet Listrognathus och familjen brokparasitsteklar. Inga underarter finns listade i Catalogue of Life.